# Tristin Mays
Tristin Michelle Mays (New Orleans, 10 juni 1990) is een Amerikaanse actrice en zangeres. 

## Biografie
Mays werd geboren in New Orleans en groeide op in New York, in 2003 verhuisde zij met haar familie naar Moreno Valley waar zij de high school doorliep aan de Vista del Lago High School. 
Mays begon in 1996 met acteren in de film Harambee!, waarna zij nog meerdere rollen speelde in films en televisieseries. Zij is onder andere bekend van haar rol als hacker Riley Davis in de televisieserie MacGyver, waar zij al in 73 afleveringen speelde (2016-heden).  Naast het acteren voor televisie is zij ook actief in het theater, zij speelt ook vanaf 1997 als understudy voor de rol van jonge Nala op Broadway in de musical The Lion King. 

## Filmografie

### Films
Uitgezonderd korte films.
- 2020 The Christmas Sitters - als Nora
- 2016 Happy Birthday - als Janie
- 2015 Night of the Wild - als Rosalyn
- 2015 The Wedding Ringer - als mooi bruidsmeisje
- 2013 House Party: Tonight's the Night - als Autumn Rose
- 2012 She Is Not My Sister - als Megan
- 2012 Thunderstruck - als Isabel
- 1996 Harambee! - als Angel

### Televisieseries
Uitgezonderd eenmalige gastrollen.
- 2016-heden MacGyver - als Riley Davis - 94 afl.
- 2016-2018 T@gged - als Brie - 4 afl.
- 2017 Switched at Birth - als Ally Morel - 3 afl.
- 2015-2016 The Vampire Diaries - als Sarah Nelson - 7 afl.
- 2011-2012 Fail - als Alicia - 6 afl.
- 2010-2011 Zeke & Luther - als Monica Lopez - 3 afl.
- 2010 Big Time Rush - als Stephanie King - 2 afl.
- 2009 Private - als Taylor Bell - 12 afl.
- 2001-2004 Alias - als Robin Dixon - 3 afl.
- 1997 Gullah, Gullah Island - als Shaina - 16 afl.

- Biblioteca Nacional de España: XX5562374
- International Standard Name Identifier: 0000 0003 5599 7429
- Library of Congress Control Number: no2011132541
- Virtual International Authority File: 174500154
- WorldCat: E39PBJmxYg6pDpfjb4C7YQjt8C